# TMESA
Transportes Municipales de Ègara SA (abreviado TMESA) es la empresa municipal de transportes de la ciudad de Tarrasa. Su participación del 80% es de CTSA y el 20% del Ayuntamiento de Terrassa. El servicio de TMESA empezó a gestionar el servicio de transporte público de viajeros en 1989, y en 2003 TMESA se integró en el sistema tarifario integrado de la ATM. Da servicio a toda la ciudad, en Terrassa, el 99% de la población dispone de una parada de autobús urbano a menos de 5 minutos a pie.[1] Tiene un total de 18 líneas, en 2019 fue utilizado por un total de 13.992.585 viajeros y en 2024 tuvo un total de 16 millones de viajeros. La red de la ATM está subdividida en seis zonas y Terrassa forma parte de su zona 3.
Actualmente, la red cuenta con 75 autobuses. Su flota contiene vehículos con tecnología hibrida y recientemente se incorporaron los dos primeros autobuses eléctricos de la empresa, cuya marca fue adjudicada a Solaris Bus.

## Líneas Urbanas
L1  — Sant Llorenç - Hospital de Terrassa
 L2  — Les Arenes - Rambla d'Ègara
 L3  — La Grípia - La Maurina
 L4  — Can Parellada - Ca n'Aurell
 L5  — Pla del Bon Aire - Can Trias
 L6  — Can Roca - La Cogullada
 L7  — Pla de Bon Aire - Can Jofresa
 L8  — Avingudes (Can Jofresa - Francesc Macià - Rambla d'Ègara - Can Jofresa)
 L9  — Avingudes (Can Palet - Can Jofresa - Rambla d'Ègara - Francesc Macià - Can Palet)
 L10  — Les Fonts - Estació del Nord
 LH  — Hospital Exprés (Poble Nou - Hospital de Terrassa)
 L12  — Can Palet de Vista Alegre - Rambla d'Ègara
 L13  — Can Gonteres - Rambla d'Ègara
 L14  — Mercadillo Pla del Bon Aire - Can Parellada (miércoles)
 L15   — Barri de Montserrat - Les Fonts
 L16  — Bus Dnit (Nocturno)
 L17  — Països Catalans - Estació Est
 L18  — Les Martines - Rambla d'Ègara

## Líneas Interurbanas
Además de los autobuses urbanos y de los ferrocarriles, la ciudad también dispone de diversas líneas de autobuses interurbanas que parten todas ellas de la parada de la Estación de Autobuses, situada en la entrada de la ciudad. El principal gestor y planificador de los vehículos que circulan por la ciudad de Terrassa es parte de la Generalidad de Cataluña.
Moventis
 E2.1  — Barcelona - Terrassa. (Servicio exprés)
 E2.2  — Barcelona (Zona Universitaria) - Terrassa. (Servicio exprés)
 B8  — San Cugat del Vallés- Rubí - Terrassa - Sant Quirze del Vallés.
 C2  — Sabadell - Terrassa - Martorell.
 C5  — Sabadell - Terrassa.
 N61  — San Cugat del Vallés - Rubí - Terrassa - Sant Quirze del Vallés - Sabadell - Badia del Vallés - Barberá del Vallés - Cerdanyola del Vallés.
 N64  — Barcelona - Cerdanyola del Vallés - Barberá del Vallés - Badía del Vallés - Sabadell - Sant Quirze del Vallés - Terrassa - Rubí - San Cugat del Vallés - Barcelona.
 N66  — Terrassa - Matadepera.
 N67  — Terrassa - Viladecavalls - Vacarisses.
TGO Direxis
 M1  — Olesa — Terrassa - Bellaterra.
 M5  — Terrassa - Vacarisses.
 M6  — Viladecavalls - Terrassa.
 M6A  — Lanzadera Viladecavalls - Terrassa.
 M7  — Ullastrell - Terrassa.
 M8A  — Matadepera - Terrassa.
 M8D  — Matadepera  - Terrassa FGC/RENFE.
 M9  — Esparraguera - Abrera - Terrassa.
 M11  — Terrassa/Coll d'Estenalles-Mura/Talamanca.
 M12  — Terrassa - Rellinars - Castellbell i el Vilar.
 L95A  — St. Vicenç dels Horts - Terrassa.

## App y Web
En diciembre de 2014 se lanzó la aplicación móvil que permite consultar información sobre los autobuses urbanos de la ciudad de Tarrasa. Permite seleccionar una parada (según la ubicación o buscándola manualmente) y ver en tiempo real el paso de los autobuses urbanos de la ciudad, así como consultar cuánto tardarán los próximos autobuses en llegar a la parada seleccionada. También permite identificar cualquier punto de venta de títulos de transporte y con la ayuda de la aplicación Google Maps planificar cómo llegar a un punto determinado de la ciudad. La aplicación está disponible tanto para Android como para iOS.